# Joan Bonal Cortada
Joan Bonal Cortada (Terrades, Alt Empordà, 24 d'agost de 1769 - Zuera, Saragossa, 19 d'agost de 1829) fou un religiós català, cofundador de la Congregació de les Germanes de la Caritat de Santa Anna. Ha estat proclamat Servent de Déu per l'Església catòlica i està en procés de beatificació.

## Biografia
Joan Bonal havia nascut al si d'una família cristiana benestant. Tot i ser-ne l'hereu (és el més gran de set germans), hi renuncià i es dedicà als estudis religiosos. Als vint anys, ingressa a la Universitat Sertoriana d'Osca, on cursa estudis en filosofia i, el 1791, n'obté el grau de batxiller. Durant aquest temps, realitza les primeres oposicions per a la càtedra de gramàtica a Ripoll i Santpedor.
Del 1792 al 1794 estudia teologia al Col·legi dels Pares Dominics de Barcelona. L'any següent, el 1795, cursa el quart any de teologia i història de l'església a Saragossa. Havent acabat els estudis, als 27 anys, es presenta a Reus a les oposicions convocades per l'ajuntament per a les dues aules de Gramàtica i n'és aprovat per a professor, i el 10 de setembre de 1796 obté el grau de Magisteri i la preceptoria de Reus. El 1798, als 29 anys, rep el subdiaconat i diaconat i uns mesos més tard, és ordenat sacerdot. A Reus neix la seva vocació de caritat i lliurament cap als marginats i els necessitats: a banda de l'ensenyament, realitza una intensa activitat caritativa i apostòlica: visita malalts i empresonats, atén nens i joves abandonats i fa caritat.
En rebre de l'arquebisbe de Tarragona el nomenament de vicari, primer de Vinyols del Camp, i després de Mont-roig del Camp, renuncià la seva càtedra l'1 de febrer de 1803 per tal de dedicar-se de ple a la caritat i al servei dels malalts, a l'Hospital de la Santa Creu de Barcelona primer, i al de Nuestra Señora de Gracia de Saragossa després, on arriba al 1804. El mateix any, amb la mare Maria Ràfols va fundar la Congregació de les Germanes de la Caritat de Santa Anna, per a l'assistència en hospitals, quedant ell com a capellà de l'Hospital i director de la congregació.
El setge de Saragossa de 1808 va destruir l'hospital i durant molts anys la misèria en presidí la vida; per posar-hi remei, el pare Bonal dedicarà la resta de la seva vida a demanar almoina de poble en poble, arreu d'Espanya, per obtenir diners per a l'hospital de Saragossa. Mentre feia camí, predicava i confessava, fent apostolat, especialment als pobles de pagès.
El 19 d'agost de 1829, morí al Santuari del Salz de Zuera (província de Saragossa), on solia retirar-se.
Ha estat proclamant Servent de Déu i se n'ha iniciat el procés de beatificació.